# Aeroportul Municipal Caldwell
Aeroportul Municipal Caldwell (IATA: RWV, ICAO: KRWV, FAA LID: RWV) este un aeroport din Texas, Statele Unite ale Americii ce deservește zona Caldwell⁠(d). A fost numit după zona deservită.
Situat la o altitudine de 119 m, aeroportul dispune de 1 pistă.

## Infrastructură

### Piste
Aeroportul dispune de o singură pistă. Pista 15/33 are suprafața de asfalt și dimensiunile 3.252 picioare × 50 picioare. 